# Platylygus contortae
Platylygus contortae är en insektsart som beskrevs av Kelton 1970. Platylygus contortae ingår i släktet Platylygus och familjen ängsskinnbaggar. Inga underarter finns listade i Catalogue of Life.